# Moges Taye
Moges Mamo Taye (12 dicembre 1973) è un ex maratoneta etiope.

## Palmarès
| Anno | Manifestazione | Sede   | Evento   | Risultato | Prestazione | Note |
| ---- | -------------- | ------ | -------- | --------- | ----------- | ---- |
| 1997 | Mondiali       | Atene  | Maratona | dnf       | dnf         |      |
| 2003 | Mondiali       | Parigi | Maratona | dnf       | dnf         |      |

## Altre competizioni internazionali
1995
- 5º in Coppa del mondo di maratona ( Atene) - 2h14'53"

1996
- Oro alla Maratona di Roma ( Roma) - 2h12'02"
- 21º alla Maratona di Pechino ( Pechino) - 2h19'16"

1997
- 6º alla Maratona di Praga ( Praga) - 2h12'04"
- Oro alla Maratona di Roma ( Roma) - 2h13'39"
- Oro alla Maratona di Istanbul ( Istanbul) - 2h13'37"

1998
- Oro alla Maratona di Vienna ( Vienna) - 2h09'21"
- Oro alla Maratona di Roma ( Roma) - 2h09'51"
- 7º alla Maratona di Fukuoka ( Fukuoka) - 2h11'12"
- Oro alla Maratona di Istanbul ( Istanbul) - 2h15'28"

1999
- Argento alla Maratona di Vienna ( Vienna) - 2h15'19"
- Oro alla Maratona di Istanbul ( Istanbul) - 2h13'58"

2000
- 10º alla Maratona di Berlino ( Berlino) - 2h13'35"
- 4º alla Maratona di Roma ( Roma) - 2h09'49"
- Argento alla Maratona di Istanbul ( Istanbul) - 2h18'21"

2001
- Oro alla Maratona di Venezia ( Venezia) - 2h10'08"

2002
- Bronzo alla Maratona di Venezia ( Venezia) - 2h10'06"
- Bronzo alla Maratona di Roma ( Roma) - 2h11'08"

2003
- Bronzo alla Maratona di Torino ( Torino) - 2h12'54"

2004
- 4º alla Maratona di Praga ( Praga) - 2h12'51"

2006
- Bronzo alla Maratona di Hong Kong ( Hong Kong) - 2h17'48"

2007
- 10º alla Maratona di Tokyo ( Tokyo) - 2h18'20"

2010
- 15º alla Maratona di Siviglia ( Siviglia) - 2h19'11"

2012
- Oro alla Maratona di Palermo ( Palermo) - 2h21'14"
- 7º alla Maratona di Riga ( Riga) - 2h27'25"